# リチャード・カンシーノ
リチャード・カンシーノ（Richard Cansino、1953年8月10日 - ）は、アメリカ合衆国の男性声優、俳優。カリフォルニア州ロサンゼルス出身。叔母は女優のリタ・ヘイワース。別名はリチャード・ヘイワース（Richard Hayworth）、スティーヴ・デイヴィス（Steve Davis）、エドワード・ジラ(Edward Zilla)。声種はバリトン。

## 受賞・ノミネート
- アメリカン・アニメ・アワード：最優秀男優賞候補『るろうに剣心 -明治剣客浪漫譚-』[3]

## 出演

### テレビアニメ
1996年
- Eagle Riders[4]（ハンター・ハリス）

1997年
- 神秘の世界エルハザード（アナウンサー）
- ストリートファイターII V（バルログ）※マンガ・エンターテイメント版

1999年
- 新・天地無用!（東日流）
- 北斗の拳（ジョーカー）
- 星方武侠アウトロースター（フレッドの護衛B）
- デジモンアドベンチャー（ピッコロモン）

2000年
- 課長王子
- 時空探偵ゲンシクン（大和博士、ナレーター）
- デジモンアドベンチャー02（ガードロモン、アンドロモン）
- トライガン（レガート·ブルーサマーズ）
- るろうに剣心 -明治剣客浪漫譚-（緋村剣心）※リチャード・ヘイワース名義

2001年
- 怪盗セイント・テール（飛鳥友貴）
- Night Walker -真夜中の探偵-（紫藤龍彦）
- 吸血姫美夕
- 女神候補生（アズマ・ヒジカタ）

2002年
- X -エックス-（砕軌玳透）
- 風まかせ月影蘭（村人）
- デジモンフロンティア（木の闘士アルボルモン）

2003年
- アルジェントソーマ（Mr.X）
- Witch Hunter ROBIN（小針裕）
- サイボーグ009 THE CYBORG SOLDIER（アポロン、若い男）
- 人造人間キカイダー THE ANIMATION（ギルの助手）
- スクライド（エマージー・マクスフェル）
- Heat Guy-J（ボマ）
- 炎の蜃気楼（仰木高耶）
- ルパン三世（テレビアナウンサー、タクシーの運転手、ジャック、警察官、他）

2004年
- 宇宙のステルヴィア（ピエール・タキダ）
- 旋風の用心棒（銀鱗）
- 京極夏彦 巷説百物語（狸）
- クレヨンしんちゃん（ボーちゃん）※phuuz版
- SPACE PIRATE CAPTAIN HERLOCK（台羽正）
- はじめの一歩（小橋健太）
- 魔装機神サイバスター（パイロット）

2005年
- 頭文字D Second Stage（須藤京一）※TOKYOPOP版
- OVERMANキングゲイナー（ザッキ・ブロンコ）
- グレネーダー 〜ほほえみの閃士〜（白尾神之進）
- 金色のガッシュベル!!（ランス）
- 十二国記（蒼猿）
- ボボボーボ・ボーボボ（キング鼻毛）

2006年
- テニスの王子様（河村隆）
- NARUTO -ナルト-（神月イズモ、剣ミスミ）
- ノエイン もうひとりの君へ（クイナ）
- はじめの一歩 Champion Road（レフリー）

2007年
- TOKKO 特公（網代）
- ボボボーボ・ボーボボ（詩人）

2009年
- NARUTO -ナルト- 疾風伝（神月イズモ）
- BLEACH（俗物な地縛霊）

2010年
- 結界師（碧闇、茶南）
- MONSTER（ヤナチェク）

2011年
- BLEACH（中央四十六構の賢者）

2012年
- ブレイド（アグス）

2017年
- ルパン三世 PART IV（アルドルフォ、グレン）

### 劇場アニメ
1995年
- 獣兵衛忍風帖（百合丸）

1996年
- アミテージ・ザ・サード POLY-MATRIX
- GHOST IN THE SHELL / 攻殻機動隊（外交官）
- ストリートファイターII MOVIE（バルログ）

1998年
- アンツ（ADRループグループ）

1999年
- 機動戦士ガンダム（ハヤト・コバヤシ）
- 機動戦士ガンダムII 哀・戦士編（ハヤト・コバヤシ、ウラガン）
- 機動戦士ガンダムIII めぐりあい宇宙編（ハヤト・コバヤシ）
- 天地無用! in LOVE2 遙かなる想い（遙照）

2000年
- フランダースの犬（ポール）

2001年
- ラーマーヤナ ラーマ王子伝説（ラクシュマナ）

2003年
- WXIII 機動警察パトレイバー（篠原遊馬）
- サクラ大戦 活動写真（パトリック・ハミルトン）
- ルパン三世 ルパンVS複製人間（警視総監、エジプト警察署長、大統領、書記長）※パイオニア版、エドワード・ジラ名義

2005年
- デジモンテイマーズ 冒険者達の戦い（ラブラモン）

2006年
- イノセンス（ワカバヤシ、ヤクザ）※マンガ・エンターテイメント版、スティーヴ・デイヴィス名義

2011年
- 劇場版BLEACH Fade to Black 君の名を呼ぶ（弟 / 雫）

### OVA
1994年
- エイトマンAFTER（イチロー）

1995年
- アミテージ・ザ・サード（ニュースキャスター）
- Crying フリーマン（百八竜のメンバー）
- CASSHAN
- 天地無用! 魎皇鬼（天南静竜）
- バビル2世
- 紅狼 ホンラン（科学者）
- マクロスプラス（医者）
- 幽幻怪社（無鏡）
- メガゾーン23（ランナー）
- LILY-C.A.T.（ウォルト）

1996年
- ジャイアントロボ THE ANIMATION -地球が静止する日（マスク・ザ・レッド）※USレンディション版
- 楽勝!ハイパードール（クラゲマン）

1997年
- GATCHAMAN（コンドルのジョー）
- ブラック・ジャック（ドクター・キリコ）

1998年
- 神秘の世界エルハザード2
- BASTARD!! -暗黒の破壊神-（カル＝ス）

1999年
- ザ・コクピット 成層圏気流（エアハルト・フォン・ラインダース）

2000年
- 太陽の船 ソルビアンカ（ブースター）

2001年
- ストリートファイターALPHAジェネレーション（リュウ）

2004年
- 戦闘妖精雪風

2005年
- 頭文字D EXTRA STAGE（佐竹）※TOKYOPOP版

### ゲーム
2001年
- バウンサー（ドゥラガン・C・ミカド）

2003年
- 真・三國無双3（龐統）
- 真・三國無双3 猛将伝（龐統）
- ゼノサーガ エピソードI［力への意志］（ヴィルヘルム）

2004年
- シャドウハーツII（レニ・カーティス、犬神蔵人、ブランカ）
- 真・三國無双3 Empires（龐統）
- スターオーシャン Till the End of Time（デメトリオト）
- 戦国無双（今川義元）

2005年
- 悪魔城ドラキュラ 闇の呪印（アイザック）
- 幻想水滸伝IV（ヘルムート）
- 真・三國無双4（龐統）
- ラジアータ ストーリーズ（クロス・ワード）
- ロマンシング サガ -ミンストレルソング-（詩人）

2006年
- 真・三國無双4 猛将伝（龐統）
- 真・三國無双4 Empires（龐統）
- NARUTO -ナルト- ナルティメットヒーロー（自来也、神月イズモ）

2007年
- アサシン クリード（マハド・アッディーン）
- 無双OROCHI（司馬懿、龐統）

2008年
- 無双OROCHI 魔王再臨

2009年
- バイオハザード ダークサイド・クロニクルズ（アルフレッド・アシュフォード）

### 特撮
1993年
- パワーレンジャー（スフィンクスの声、アイガイの声、オカイコモンスターの声、カルディアトロンの声）

1994年
- パワーレンジャー（クラゲモンスターの声）

1997年
- パワーレンジャー・ターボ（ハヴォック将軍の声（2代目）、クロックスターの声）

1999年
- パワーレンジャー・ロスト・ギャラクシー（ケグラーの声）

2000年
- パワーレンジャー・ライトスピード・レスキュー（コブラマスターの声）

2001年
- パワーレンジャー・タイムフォース（幻アルトルイリコンの声）

2002年
- パワーレンジャー・ワイルドフォース（ジンドラックスの声（第4話まで））

### 吹き替え
1994年
- 未来忍者 慶雲機忍外伝

2000年
- 酔拳2

2003年
- 陰陽師（藤原師輔（矢島健一））

2004年
- 少林サッカー（ホテルの男）

2007年
- ワンダー・ガールズ 東方三侠

2018年
- BLEACH 死神代行篇（阿散井恋次）

2021年
- インビジブル・シティ
- クリスマス・フロー（パスカル）
- プライムタイム

### 実写映画
1989年
- アウトライダー（ブルース）

1990年
- スパイ・エンジェル グラマー美女軍団（ティト）

1991年
- ボディ・エンジェルス/パット・モリタVSプレイメイツ（エベルト）

1992年
- グラマラス・ハンターズ（コヨーテ）

1993年
- グラマラス・キラーズ（ケネヴィル）

1996年
- ピカソ・トリガー デイ・オブ・ザ・ウォリアー（J.P）

2004年
- 少林サッカー
- ドーン・オブ・ザ・デッド（ADRグループ）

2005年
- バタリアン（声の出演）
- デビルズ・リジェクト マーダー・ライド・ショー2（声の出演）

2007年
- 鉄板スポーツ伝説（ループグループ）
- Mr.ブルックス 完璧なる殺人鬼（ADRループグループ）

2008年
- あの日、欲望の大地で（ループグループボイス）

2011年
- 猿の惑星: 創世記（声）

2012年
- クロニクル（その他の声）
- ヒッチコック（その他の声）

2017年
- バトル・オブ・ザ・セクシーズ（その他の声）

### テレビ映画
1986年
- Stranded（タクシー運転手）

2013年
- Hunt for the Labyrinth Killer（レポーター3）

### オリジナルビデオ
2006年
- デッドライン2 爆炎の彼方（ADRループグループ）

### テレビドラマ
1983年
- 探偵レミントン・スティール（ペドロ）

1984年
- ヒルストリート・ブルース（フローレス）

1990年
- 新スタートレック（ガリン博士）
- ファルコン・クレスト（看護兵）

1993年
- メルローズ・プレイス（メカニック）

2002年
- Scrubs〜恋のお騒がせ病棟（ローズ医師）

2007年
- シークレット・アイドル ハンナ・モンタナ（ピエール）

### その他
1995年
- The Revolutionary War（声）

2003年
- Rita リタ・ヘイワースの軌跡（本人出演）
- ネイチャー（聖書の声）